# Кунце, Томас
Д-р Томас Кунце (род. 23 февраля 1963, Лейпциг) — немецкий историк и публицист.

## Биография
Сфера научных интересов: Россия, Центральная Азия, постсоветское пространство, Румыния, а также история ГДР.
Томас Кунце изучал историю, германистику и педагогику в Университете им. Фридриха Шиллера в Йене и в Университете им. Карла Маркса в Лейпциге. В 1991 году защитил докторскую диссертацию по новейшей истории. Является почетным профессором Академии государственного и общественного строительства при Президенте Республики Узбекистан, Ташкент и Государственного Университета им. Аль-Хорезми, г. Ургенч Узбекистан. Посол Восточной Европы, России и Центральной Азии Швейцарско-Германского Института историко-художественного сценического постановочного мастерства, Цюрих/Берлин (IIPM).
После преобразований в Восточной Германии до 1995 года руководил Ведомством по делам иностранцев в управлении Лейпцигского округа. С 1995 г. по 2000 г. работал доцентом по приглашению в Университете им. Овидиуса («Ovidius-Universität») и национальном колледже «Mircea cel Batrin», г. Константа/ Румыния. Является автором первой основательной биографии румынского государственного и партийного руководителя Николае Чаушеску, которая переведена на румынский язык и используется как основное произведение по истории коммунизма в Румынии.
В 2001 г. была издана биография «Глава государства в отставке. Последние дни Эриха Хонеккера», которая в газете Leipziger Volkszeitung была названа «блестящей страницей новейшей истории Германии».
С 2002 года Кунце сотрудник Фонда Конрада Аденауэра и эксперт по Восточной Европе, России и Центральной Азии. С 2005 г. по 2007 г. — уполномоченный представитель Фонда Конрада Аденауэра в Российской Федерации, Москва. С 2007 г. по 2010 г. — руководитель отдела по странам Европы и Северной Америки штаб-квартиры Фонда Конрада Аденауэра, Берлин. С 2002 г. по 2005 г. и с 2010 г. по 2019 г. — региональный уполномоченный представитель Фонда Конрада Аденауэра по Центральной Азии, глава Представительства Фонда в Ташкенте. С апреля 2019 г. по настоящее время занимает должность руководителя Представительства Фонда им. Конрада Аденауэра в Москве и уполномоченного по Российской Федерации. Томас Кунце является сторонником более тесной немецко-российской кооперации и выступает за отмену визовых ограничений между Евросоюзом и Россией.  Он также выступает за сотрудничество с Русской Православной Церковью в духе диалога христианских конфессий, взаимодействие между Россией и Германией в сфере информационных технологий и цифровизации, образования, а также поддерживает единого европейского дома от Лиссабона до Владивостока. Кунце — член партии ХДС. Он является гостем программы ZDF-History и экспертом-консультантом при производстве фильмов, теле- и радиопередач.
Наряду с отчетами о поездках и путеводителями, в которых Кунце повествует о культуре и истории Румынии, Венгрии и Турции, он опубликовал большое число политических анализов и статей по развитию стран Средней Азии, Юго-Восточной Европы и России. В 2008 году издана монография «Подземные миры России». В 2010 году, совместно с Томасом Фогелем, была издана книга «Международная Остальгия» (Ostalgie international) и 2011 году, также в соавторстве с Томасом Фогелем, была опубликована книга «От Советского Союза к Независимости». В сборнике «Двадцать первый. Риски и шансы столетия» он пригласил известных авторов из различных регионов мира рассмотреть с различных точек зрения вопросы безопасности, энергетики, демографии и геополитики в 21 веке.

## Награды
2011 год —  Конституционная медаль Саксонии
2019 год  — Свидетельство «Почётного гражданина Республики Узбекистан
2020 год —  Орден «За заслуги перед Свободным государством Саксония»

## Произведения
- «Румыния. Путеводитель.» Rumänien. Reiseführer. Соавтор: Ута Вальбе-Кунце, Издательство Goldstadtverlag, Пфорцхайм, первое издание в 1999 г., второе издание в 2002 г., ISBN 978-3-89550-034-3.
- «Стамбул, экскурсии по окрестностям» / Istanbul und Ausflüge in die Umgebung. Соавтор: Ута Вальбе-Кунце, Издательство Goldstadtverlag, Пфорцхайм, первое издание в 1999 г., второе издание в 2002 г., ISBN 3-89550-217-0.
- «Николае Чаушеску. Биография» / Nicolae Ceausescu. Eine Biographie. Издательство Christoph Links Verlag, Берлин, первое и второе издания в 2000 г., третье переработанное издание в 2009 г., ISBN 978-3-86153-562-1.
- «Глава государства в отставке. Последние годы Эриха Хонеккера» / Staatschef a. D. Die letzten Jahre des Erich Honecker. Издательство Christoph Links Verlag, Берлин 2001, ISBN 978-3-86153-247-7.
- «Побег Хонеккера» / Honeckers Flucht. Фильм (ARD/MDR) Томаса Гримма, Томаса Кунце (сотрудничество в подготовке сценария), 2002 г.
- (совместно с Утой Вальбе-Кунце) «Венгрия: путеводитель по Будапешту, Балатону, путешествия по Венгрии — геология и география, климат и туристский сезон, исторический обзор» / Ungarn: Stadtführer Budapest, der Balaton, Reisen durch Ungarn — Geologie und Geographie, Klima und Reisezeit, geschichtlicher Überblick. Издательство Goldstadtverlag, Пфорцхайм 2007 г., ISBN 978-3-89550-035-0.
- (совместно с Томасом Фогелем) "Подземные миры России. Путешествие во времени по тайным бункерам и затерянным туннелям / Rußlands Unterwelten. Eine Zeitreise durch geheime Bunker und vergessene Tunnel. Издательство Christoph Links Verlag, Берлин 2009 г., ISBN 978-3-86153-490-7.
- «Тайные бункеры — затерянные туннели. Подземные миры России» / Geheime Bunker — Vergessene Tunnel. Russlands Unterwelten. Издательство Weltbildverlag, 2010 г., ISBN 978-3-82890-919-9.
- «Остальгия международная. Воспоминания о ГДР от Никарагуа до Вьетнама» / Ostalgie international. Erinnerungen an die DDR von Nicaragua bis Vietnam. (совместно с Томасом Фогелем), Издательство Christoph Links Verlag, Берлин, 2010 г., ISBN 978-3-86153-600-0.
- «Двадцать первый. Риски и шансы столетия» / Einundzwanzig. Jahrhundertgefahren — Jahrhundertchancen. (совместно с Вольфгангом Майером), Издательство Salmuth & Finckenstein, Берлин, 2010 г., ISBN 978-3-934882-21-8.
- «От Советского Союза к независимости. Путешествие по 15 бывшим советским республикам» / Von der Sowjetunion in die Unabhängigkeit. Eine Reise durch die 15 früheren Sowjetrepubliken. Соавтор: Томас Фогель. Издательство Christoph Links Verlag, Берлин, 2011 г., ISBN 978-3-86153-644-4.
- «Падение СССР: Что стало с бывшими союзными республиками» / Das Ende des Imperiums. Was aus den Staaten der Sowjetunion wurde. Соавтор: Томас Фогель. Издательство Christoph Links Verlag, Берлин, 2016 г., ISBN 978-3-86153-894-3
- (совместно с Томасом Фогелем) «Падение СССР: Что стало с бывшими союзными республиками» / Пер. с нем. М. А. Перегудова, К. М. Арыкбаевой. — М.: Издательство «Кучково поле», 2020. — 288 с. ISBN 978-5-907171-21-3
- «Подземные миры. Путешествие во времени через секретные бункеры и заброшенные туннели России» / Unter Welten. Eine Zeitreise durch geheime Bunker und verlassene Tunnel Russlands, М.: Издательство "Кучково поле", 2022. - 192 с. ISBN 978-5-907171-67-1